# Albert Guðmundsson
Albert Guðmundsson (Reykjavík, 15 de junho de 1997), é um futebolista islandês que atua como meia-atacante. Atualmente joga na Fiorentina, emprestado pelo Genoa.

## Carreira
Foi convocado para defender a Seleção Islandesa de Futebol na Copa do Mundo de 2018.

## Título
PSV Eindhoven
- Eredivisie 2017/18 [1]